# Alentejo
Pour les articles homonymes, voir Alentejo (homonymie).
L’Alentejo est une région statistique du Portugal couvrant 31 385 km2 comprenant une grande partie de la moitié sud du pays et peuplée (en 2010) de 521 240 habitants. Cette région statistique comprend toute la région historique et traditionnelle de l'Alentejo, ainsi que la communauté intermunicipale de Lezíria do Tejo, qui fait partie de la région Ribatejo.
L’Alentejo est une région réputée pour son tourisme rural et écologique.

## Étymologie
Signifierait littéralement « au-delà du Tage », en complémentarité avec la région plus au nord nommée Ribatejo, littéralement "Au-dessus du Tage". Il est avancé aussi une étymologie liée au peuple Alain qui se traduirait "le Tage des Alains".

## Histoire
Cette région est caractérisée par ses nombreux exemples d'art mégalithiques (dolmens, cromlechs...), ses vestiges romains antiques, ses villes-fortifiées, héritage de la conquête islamique sur le christianisme médiéval, puis par les témoignages de la reconquête chrétienne.
Sur le plan politique, la région a été marquée par l'influence communiste après la révolution des Œillets. C’est ici, dans l’Alentejo, que le PCP a obtenu la journée de huit heures pour les travailleurs agricoles. Il  y a aussi mené la réforme agraire après 1974, avec la mise en place de coopératives et d’unités collectives de production, pour contrer le système des grands producteurs associés aux latifundios (exploitations agricoles de grandes dimensions à rendement faible). Cette influence est aujourd'hui en déclin, du fait notamment de la disparition progressive du prolétariat agricole.

## Géographie
Au nord–est se trouvent les villes et villages typiques de la Route des Châteaux : Nisa, Castelo de Vide, Marvão, Portalegre (renommée pour ses tapisseries) et Alter do Chão.
A l’est s’étend une vaste plaine avec l’un des plus grands lacs artificiels en Europe : le lac d’Alqueva situé à proximité de la ville d’Alqueva. Cette plaine comprend notamment des plantations d’oliviers et des champs de blé. Elle est baignée par le Rio Guadiana. 

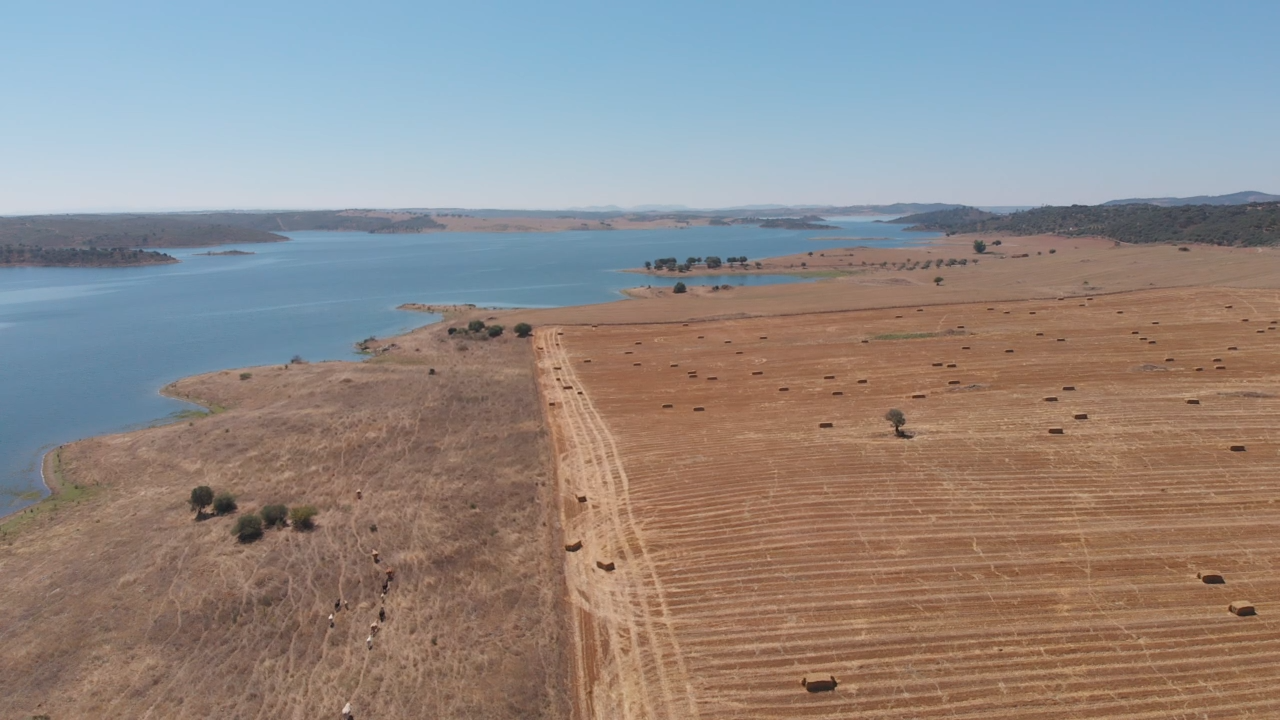
Champ sur les berges du Lac d'Alqueva, dans le Sud-Est de la région

En allant vers le sud, le paysage se fait plus aride. Dans les environs de Evora (inscrite au patrimoine mondial de l’UNESCO), on trouve Monsaraz, Vila Viçosa, Estremoz (carrières de marbre) et Arraiolos (réputée pour ses tapis tissés à la main). Plus au sud, on remarque des plantations d’oliviers, de chênes verts, ainsi que des plans d’eau recherchés par les amateurs de sports nautiques.

## Économie
L’Alentejo est la plus pauvre des cinq régions continentales du Portugal.
Le blé, le liège, l'huile d'olive et le vin sont les productions les plus caractéristiques de la région.

Paysage rural typique de l'Alentejo : Les arbres du premier plan sont des chênes-lièges (Quercus suber) dans un champ de blé moissonné. Au deuxième et au troisième plan on aperçoit des vignes (Vitis vinifera) et des oliviers (Olea europaea).

## Population
Le nombre d'habitants est de 704 000 en 2023, soit 7 % de moins par rapport à 2011. On observe aussi une « litoralização », c’est-à-dire une poussée démographique sur la côte, avec l’arrivée de migrants attirés par de nouveaux projets d’agriculture intensive, conjuguée à un repli net dans l’intérieur, autour des villes d’Évora ou Beja, où l’activité s’effondre.  

## Centrale solaire
En mars 2008, la plus grande centrale photovoltaïque du monde a été mise en service à Amareleja.

## Mégalithisme

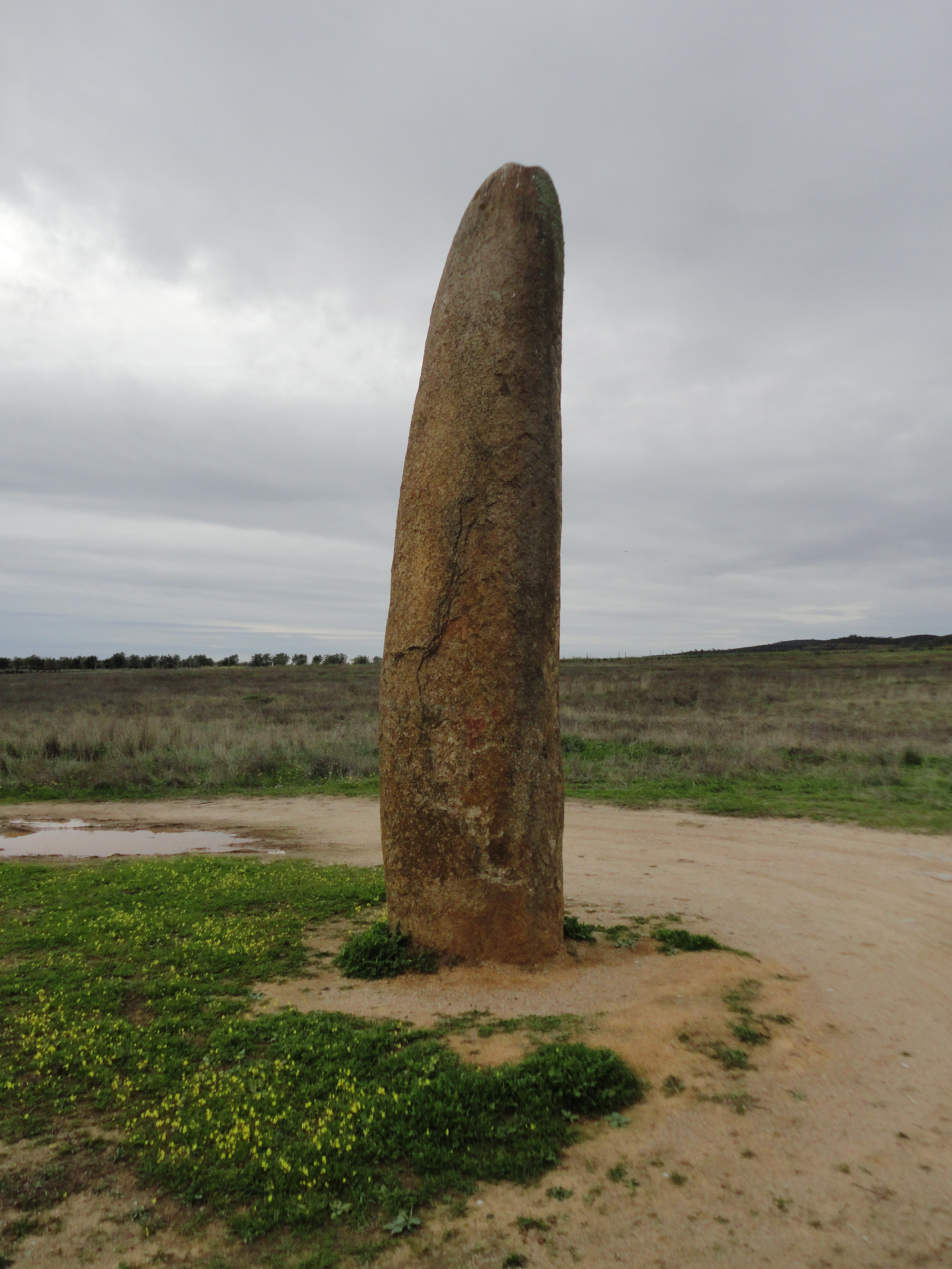
Le menhir de Outeiro

En Alentejo se dressent les plus grands menhirs de la péninsule Ibérique (le menhir de Meada et celui de Outeiro), ainsi que la Pedra do Galo, un énorme bloc de pierre mesurant environ 10 m de haut, et la Rocha dos Namorados.